# Thomas Chatterton
Thomas Chatterton (Bristol, 1752. november 20. – Holborn, 1770. augusztus 24.) fiatal angol költő, akit zseniális hamisítványai tettek híressé.

## Életpályája
Bristolban, a St. Mary Redcliffe-székesegyház mellett nőtt fel. Ősei a templomot szolgálták mint sekrestyések és sírásók. Gyermekkorától kezdve rajongott a templom gótikus szépségéért, böngészte a templom régi okiratait. Egy nap azzal állt elő, hogy értékes régi verseket talált; majd amikor verseiről elhitték, hogy eredetiek, mind több és több remekművet „fedezett fel”. Verseiben korábbi szónokok formáit és kifejezéseit használta; először egy hajdani hídavatás leírását közölte egy bristoli lapban. Kevéssel ezután Londonba ment.
Egy régi költőt talált ki magának, a 15. századi Thomas Rowley szerzetest, és egyre-másra hozta napvilágra ennek a Rowley-nek költeményeit és drámáit. Ezek az ún. „rowleyánák” modorosságuk ellenére igen tehetségesek. Ál-középkori verseivel Horace Walpole-t szerette volna mecénásul megnyerni, de ez nem sikerült. Hamisításait csakhamar felfedezték, és nem sokkal később nyomorában öngyilkos lett.
A középkor iránti vonzalma miatt később az angol romantikusok újra felfedezték.
Róla írta első operáját Ruggero Leoncavallo.